# Charilaos Trikoupis
Charilaos Trikoupis (řecky Χαρίλαος Τρικούπης; 11. července 1832, Nauplion – 30. března 1896, Cannes) byl řecký politik, který se stal sedmkrát řeckým premiérem v letech 1875 až 1895. Proslul jako první řecký premiér, jehož vláda byla založena na důvěře parlamentu a nikoli krále (přičemž tento nový přístup sám vybojoval), prosazením velkorysých projektů jako byla stavba Korintského průplavu, a ovšem také tím, že přivedl Řecko ke státnímu bankrotu.

## Život
Byl synem Spyridona Trikoupise, politika, který byl krátce předsedou řecké vlády v roce 1833. Jeho matka Ekaterina byla sestrou Alexandrose Mavrokordatose, který byl ve čtyřech obdobích rovněž předsedou vlády. Trikoupisova rodina byla tradičním zastáncem Anglické strany za první Helénské republiky.
Po studiu práv a literatury na univerzitě v Aténách a v Paříži, kde získal doktorát, byl v roce 1852 poslán do Londýna jako atašé řeckého vyslanectví. V roce 1863 se stal chargé d'affaires. V roce 1865, poté, co uzavřel smlouvu o britském postoupení Jónských ostrovů Řecku, se vrátil do Athén a začal politickou kariéru. Ještě toho roku byl zvolen do řeckého parlamentu a v následujícím roce byl jmenován ministrem zahraničních věcí, ve věku třiceti čtyř let.
V roce 1872 vytvořil svou vlastní stranu nazvanou Pátá strana (Πέμπτο Κόμμα). 29. června 1874 (v juliánském kalendáři) zveřejnil v aténském deníku Kairoi manifest s názvem „Kdo za to může?“. Uvedl v něm, že za nedostatek důvěry lidí v systém může král. Kritizoval panovníka za to, že při výběru premiérů obcházel vůli lidu vyjádřenou ve volbách. Privilegium jmenovat a sesazovat vládu bez ohledu na poměry v parlamentu dávala králi řecká ústava z roku 1864, přičemž ten ho široce využíval, čehož výsledkem byla série slabých menšinových vlád založených výhradně na královské přízni. Trikoupis navrhl omezení královských privilegií a zavedení principu hlasování o důvěře vládě v parlamentu (tzv. princip dedilomeni). Článek ho nakrátko přivedl do vězení, ale také mu výrazně zvýšil popularitu, stejně jako nové straně, kterou založil a nazval Nová strana (Νεωτεριστικόν Κόμμα), a jíž dal program zformulovaný v manifestu. Za rok již byla jeho pozice taková, že 8. května 1875, poté co získal parlamentní většinu, ho král Jiří I. neochotně jmenoval premiérem. Vzápětí Trikoupis prosadil nový volební zákon, který princip dedilomeni kodifikoval a nutil krále napříště jednat vždy tak, jako při jmenování Trikoupise. Byl to zásadní mezník na cestě ke skutečné parlamentní demokracii v Řecku. Vedl také k integraci mnoha řeckých stran a vytvoření systému dvou velkých stran. Vedle Trikoupisovy Nové strany se druhým hegemonem řecké politiky stala konzervativní Nacionalistická strana vedená Alexandrosem Koumoundourosem.
Vlády byly přesto ještě dlouho nestabilní, sám Trikoupis stál v čele čtyř krátkodobých kabinetů, takže se mu nedařilo jeho radikální reformní program příliš prosazovat. Teprve v roce 1882 sestavil vládu, která vydržela u moci tři roky. Roku 1886 se do úřadu vrátil a tento kabinet vydržel dokonce čtyři roky. To byly jeho nejdůležitější vlády a během této doby prosadil nejvíc. Rozhodl se vybudovat množství nových silnic, železničních tratí a přístavů. Jeho největšími infrastrukturními projekty byl Korintský průplav a obří most přes Korintský záliv (ten vznikl nakonec až roku 2004, nese jeho jméno). Plány byly příliš velkým soustem pro malý stát, komplikací se navíc stala mezinárodní situace. Když Bulharsko pohltilo východní Rumélii, začali Řekové mohutně zbrojit a být vojensky aktivní, což se ale nelíbilo velmocím, které zablokovaly v odpovědi přístav Pireus.
V roce 1893 finanční krize vygradovala. Trikoupis před parlamentem učinil nejslavnější prohlášení své kariéry: „Pánové, bohužel jsme na mizině“ („Δυστυχώς επτωχεύσαμεν“). Trikoupis se snažil dohodnout s věřiteli, ale neuspěl. Výplata zahraničních půjček byla zastavena a Řecko vyhlásilo státní bankrot. Státní výdaje musely být osekány na nezbytné minimum. Kvůli tomu byl Trikoupis také odpůrcem konání prvních moderních olympijských her v Řecku. Daňová opatření, která navrhl, vyvolala velké nepřátelství a v lednu 1895 rezignoval. Ve všeobecných volbách o čtyři měsíce později jeho stranu překvapivě porazil jeho hlavní politický rival Theodoros Deligiannis a Trikoupisovi se nepodařilo získat ani křeslo v parlamentu. Rezignoval na politiku a přestěhoval se do Cannes ve Francii. Ačkoli ho znovu do parlamentu zvolili, do Řecka už se nikdy nevrátil. Olympijské hry se roku 1896 nakonec v Řecku konaly. Shodou okolností Trikoupis zemřel během prvního týdne těchto her. Skonal v Cannes, pohřben byl v Aténách.